# Viktor Olekszandrovics Zvjagincev
Viktor Olekszandrovics Zvjagincev, ukránul: Віктор Олександрович Звягінцев, oroszul: Виктор Александрович Звягинцев (Sztalino, 1950. október 22. – Doneck, 2022. április 22.) olimpiai bronzérmes szovjet válogatott ukrán labdarúgó, hátvéd, sportvezető.

## Pályafutása

### Klubcsapatban
1968 és 1970 között a Sahtyor Donyeck, 1971-ben az SZKA Kijev, 1972-ben a CSZKA Moszkva, 1973 és 1975 között a Sahtyor, 1976-ban a Gyinamo Kijev, 1977 és 1980 között ismét a Sahtyor, 1981-ben a Tavrija Szimferopol labdarúgója volt. A Sahtyor csapatával 1980-ban szovjetkupa-győztes lett.

### A válogatottban
1975–76-ban 13 alkalommal szerepelt a szovjet válogatottban és egy gólt szerzett. Részt vett az 1976-os montréali olimpián, ahol bronzérmet szerzett a csapattal.

### Sportvezetőként
A hivatalosan el nem ismert Donyecki Népköztársaság labdarúgó-szövetségének a tagja volt.

## Sikerei, díjai
Szovjetunió
- Olimpiai játékok
  - bronzérmes: 1972, München

 Sahtyor Donyeck
- Szovjet kupa
  - győztes: 1980

## Statisztika

### Mérkőzései a szovjet válogatottban
| Szovjetunió | Szovjetunió        | Szovjetunió                            | Szovjetunió   | Szovjetunió | Szovjetunió   | Szovjetunió          | Szovjetunió | Szovjetunió |
| #           | Dátum              | Helyszín                               | Hazai         | Eredmény    | Vendég        | Kiírás               | Gólok       | Esemény     |
| ----------- | ------------------ | -------------------------------------- | ------------- | ----------- | ------------- | -------------------- | ----------- | ----------- |
| 1.          | 1975. október 12.  | Zürich, Hardturm stadion               | Svájc         | 0 – 1       | Szovjetunió   | Eb-selejtező         | -           |             |
| 2.          | 1975. november 12. | Kijev, Központi stadion                | Szovjetunió   | 4 – 1       | Svájc         | Eb-selejtező         | -           |             |
| 3.          | 1975. november 23. | İzmir, İzmir Atatürk Stadion           | Törökország   | 1 – 0       | Szovjetunió   | Eb-selejtező         | -           |             |
| 4.          | 1975. november 29. | Bukarest, Augusztus 23. Stadion        | Románia       | 2 – 2       | Szovjetunió   | barátságos           | -           |             |
| 5.          | 1976. március 10.  | Kassa, Všešportový areál               | Csehszlovákia | 2 – 2       | Szovjetunió   | barátságos           | -           |             |
| 6.          | 1976. március 24.  | Szófia, Vaszil Levszki Nemzeti Stadion | Bulgária      | 0 – 3       | Szovjetunió   | barátságos           | -           |             |
| 7.          | 1976. április 24.  | Pozsony, Tehelné pole                  | Csehszlovákia | 2 – 0       | Szovjetunió   | Eb-negyeddöntő       | -           |             |
| 8.          | 1976. május 22.    | Kijev, Központi stadion                | Szovjetunió   | 2 – 2       | Csehszlovákia | Eb-negyeddöntő       | -           |             |
| 9.          | 1976. május 26.    | Budapest, Népstadion                   | Magyarország  | 1 – 1       | Szovjetunió   | barátságos           | -           |             |
| 10.         | 1976. június 23.   | Bécs, Práter-stadion                   | Ausztria      | 1 – 2       | Szovjetunió   | barátságos           | -           | 46'         |
| 11.         | 1976. július 25.   | Sherbrooke, Municipal Stadium (CAN)    | Irán          | 1 – 2       | Szovjetunió   | olimpiai negyeddöntő | 1           | 67'         |
| 12.         | 1976. július 27.   | Montréal, Olimpiai Stadion (CAN)       | NDK           | 2 – 1       | Szovjetunió   | olimpiai elődöntő    | -           | 71'         |
| 13.         | 1976. július 29.   | Montréal, Olimpiai Stadion (CAN)       | Brazília      | 0 – 2       | Szovjetunió   | olimpiai 3. helyért  | -           |             |
|             | Összesen           |                                        |               | 13          | mérkőzés      |                      | 1           | gól         |